# Наладияр
«Наладияр» (там. நாலடியார்) — произведение тамильской литературы, сборник из 400 афористических четверостиший дидактического содержания.

## Датировка
Как и для многих других классических тамильских книг, датировка «Наладияра» является спорным вопросом. Исследователи указывают на её родство с «Куралом» (II—III вв. н. э.), но предполагают более древнее происхождение. Датой создания сборника могут называть широкий диапазон от I до V в. н. э.

## Религиозная принадлежность авторов
Религиозная принадлежность авторов «Наладияра» тоже вызывает споры. Книгу часто считают произведением буддистских монахов, но при этом в ней находят и несомненные следы джайнизма, так что «Наладияр» всегда включается в списки джайнской литературы.